# IV Korpus Jazdy Odwodowej

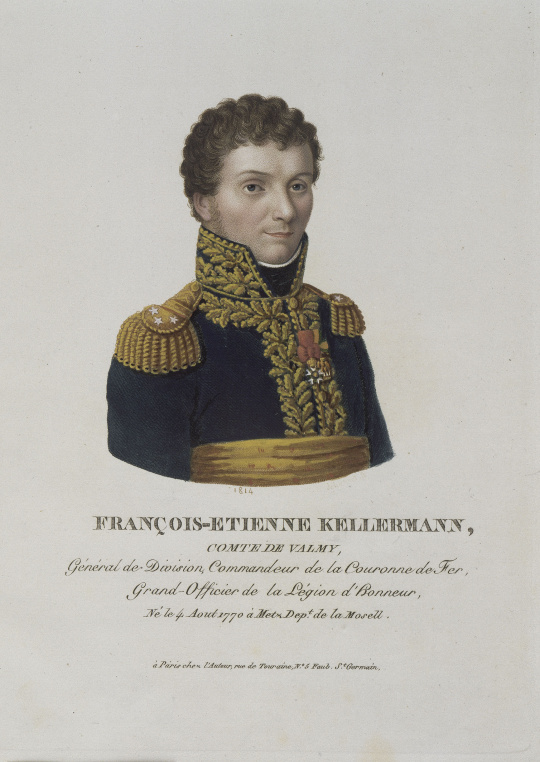
Gen. François Étienne Kellermann

IV Korpus Jazdy Odwodowej (IV Korpus Rezerwowy Jazdy) – francuska formacja wojskowa jazdy okresu napoleońskiego powołana przez Napoleona w 1812.
Dowódcą korpusu mianowano gen. Victora de Fay de La Tour-Maubourg. W 1813 dowódcą został gen. François Étienne Kellermann.

## Skład podczas bitwy pod Borodino
- 4 Lekka Dywizja Jazdy gen. Aleksandra Rożnieckiego
  - 1 Brygada gen. Kazimierza Turno
    - 3 pułk ułanów (3 szwadrony)
    - 11 pułk ułanów (3 szwadrony)
    - 16 pułk ułanów (3 szwadrony)

  - Artyleria dywizjiː
    - 3 bateria artylerii konnej (6 dział)
    - 4 bateria artylerii konnej (6 dział)
- 7 Ciężka Dywizja Jazdy gen. Jean Thomas Guillaume Lorge
  - 1 Brygada gen von Thielemanna
    - 14 pułk kirasjerów (2 szwadrony)
    - Saski pułk straży przybocznej (4 szwadrony)
    - Saski pułk kirasjerów Zastrow (4 szwadrony)

  - 2 Brygada gen. Lepela
    - 1 Westfalski pułk kirasjerów (4 szwadrony)
    - 2 Westfalski pułk kirasjerów (4 szwadrony)

  - Artyleria dywizjiː
    - 2 Saska bateria artylerii konnej (6 dział)
    - 2 Westfalska bateria artylerii Konnej (6 dział)

## Skład w czerwcu 1813
- 7 Lekka Dywizja Jazdy gen. Michała Sokolnickiego
  - 17 Brygada Jazdy gen. Walentego Kwaśniewskiego
    - 1 pułk strzelców konnych
    - 3 pułk ułanów
- 8 Dywizja Jazdy gen. Antoniego Pawła Sułkowskiego
  - 20 Lekka Brygada Jazdy gen. Jana Wayssenhoffa
    - 13 pułk huzarów
    - 16 pułk ułanów
- 2 x bateria artylerii konnej

## Skład w sierpniu 1813
- 1 Dywizja Kawalerii - dow. książę Antoni Paweł Sułkowski
  - 4 pułk szaserów
  - 5 pułk szaserów
  - 6 pułk ułanów
- 2 Dywizja Kawalerii - dow. gen. Michał Sokolnicki
  - 8 pułk ułanów
  - 16 pułk ułanów
  - 13 pułk huzarów
- Awangarda - dow. gen. Jan Nepomucen Umiński
  - 14 pułk kirasjerów
  - pułk krakusów
- Artyleria - dow. Redel